# Rachel McLachlan
Pour les articles homonymes, voir McLachlan.
Pas d'image ? Cliquez ici

a Compétitions nationales et continentales officielles uniquement.

b Matchs officiels uniquement.
Dernière mise à jour le 31 mai 2025.
Rachel McLachlan, née le 26 février 1999 à Édimbourg (Écosse), est une joueuse internationale écossaise de rugby à XV évoluant au poste de troisième ligne aile.

## Biographie
Rachel McLachlan naît le 26 février 1999 à Édimbourg en Écosse. En 2022, elle évolue en club aux Sale Sharks. Elle compte 29 sélections en équipe d'Écosse quand elle est retenue en septembre 2022 pour disputer la Coupe du monde en Nouvelle-Zélande sous les couleurs de son pays.
À l'automne 2023, elle remporte avec l'équipe d'Écosse la première édition du WXV 2, organisé en Afrique du Sud.

## Palmarès
- Vainqueur du WXV 2 en 2023.